# Wahlkreis Dresden I
Der Wahlkreis Dresden I war ein Landtagswahlkreis zur Landtagswahl in Sachsen 1990, der ersten Landtagswahl nach der Wiedergründung des Landes Sachsen. Er hatte die Wahlkreisnummer 39. Für die Landtagswahlen 1994 wurde auch infolge der Kreisreform die Wahlkreisstruktur verändert, zudem wurde die Zahl der Wahlkreise von 80 auf 60 verringert. Das Gebiet des Wahlkreises Dresden I wurde Teil einer der sechs Wahlkreise auf Dresdener Stadtgebiet.
Das Wahlkreisgebiet umfasste den Stadtbezirk Ost mit den Wohnbezirken 302 bis 381 sowie 501 bis 511.

## Ergebnisse
Die Landtagswahl 1990 fand am 14. Oktober 1990 statt und hatte folgendes Ergebnis für den Wahlkreis Dresden I:
| Direktkandidat  | Partei (Kürzel) | Erststimmen (%) | Zweitstimmen (%) |
| --------------- | --------------- | --------------- | ---------------- |
|                 | DA              | -               | 00,7             |
| Ingo Zimmermann | CDU             | 49,3            | 53,0             |
|                 | Chr. L          | -               | 00,4             |
|                 | DBU             | -               | 00,5             |
|                 | DSU             | 05,0            | 03,4             |
|                 | F.D.P.          | 06,1            | 04,1             |
|                 | LL-PDS          | 12,8            | 12,9             |
|                 | NPD             | -               | 00,7             |
|                 | FORUM           | 15,4            | 11,2             |
|                 | RAP             | -               | 00,1             |
|                 | SHB             | -               | 00,1             |
|                 | SPD             | 11,5            | 12,7             |

Es waren 50.567 Personen wahlberechtigt. Die Wahlbeteiligung lag bei 73,9 %. Von den abgegebenen Stimmen waren 1,6 % ungültig. Als Direktkandidat wurde Ingo Zimmermann (CDU) mit 49,3 % aller gültigen Stimmen gewählt.